# ماسایا تاکاتسوکا
ماسایا تاکاتسوکا (انگلیسی: Masaya Takatsuka؛ زادهٔ ۱۵ اوت ۱۹۶۹) صدا پیشه اهل ژاپن است.